# Eilema beckeri
Eilema beckeri là một loài bướm đêm thuộc phân họ Arctiinae, họ Erebidae.